# Едуард Чорний Принц
Едуард, принц Уельський (також відомий як Едуард Чорний Принц; 15 червня 1330 — 8 червня 1376) — старший син короля Едуарда ІІІ Плантагенета; полководець Столітньої війни, першим в Англійському королівстві отримав титул престолонаслідника «герцог Корнуольський» (англ. Duke of Cornwall). Прізвисько «Чорний принц» отримав за колір своїх обладунків.

## Біографія

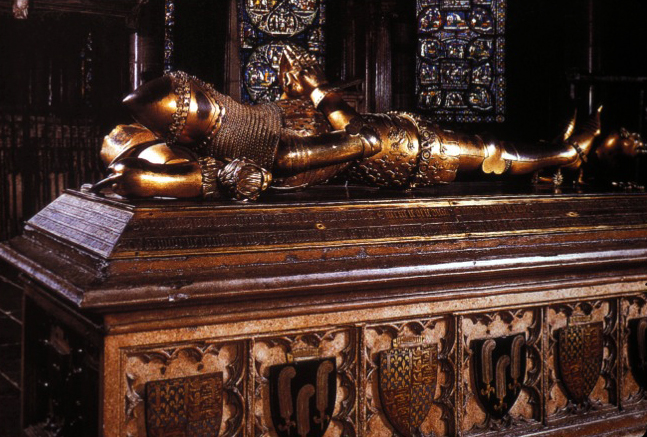
Місце поховання Чорного Принца. Кентерберійський собор

Головний англійський воєначальник, який очолив ряд військових походів у Францію в період Столітньої війни. Розбив французьке військо, яке чисельно перевищувало його військо в Битві під Пуатьє (1356) і узяв у полон французького короля Іоанна II Доброго.
Останніми роками життя тяжко хворів від численних ран, крім того, під час іспанської кампанії Едуард заразився на тяжку інфекційну хворобу — амебіаз, тому помер від неї за рік до смерті батька. Англійську корону успадкував син Чорного принца Річард II. Окрім Річарда Чорний принц мав ще четверо дітей, проте всі вони померли в дитинстві. Дружиною Чорного принца була його двоюрідна тітка Джоана, графиня Кентська (1328—1385), дочка графа Едмунда Кентського (1301—1330), єдинородного брата короля Едуарда II і дядька Едуарда III. Графа Кентського було страчено за наказом Роджера Мортімера, який фактично узурпував владу під час регентства за часів молодого короля Едуарда ІІІ.